# Wittrocks torn

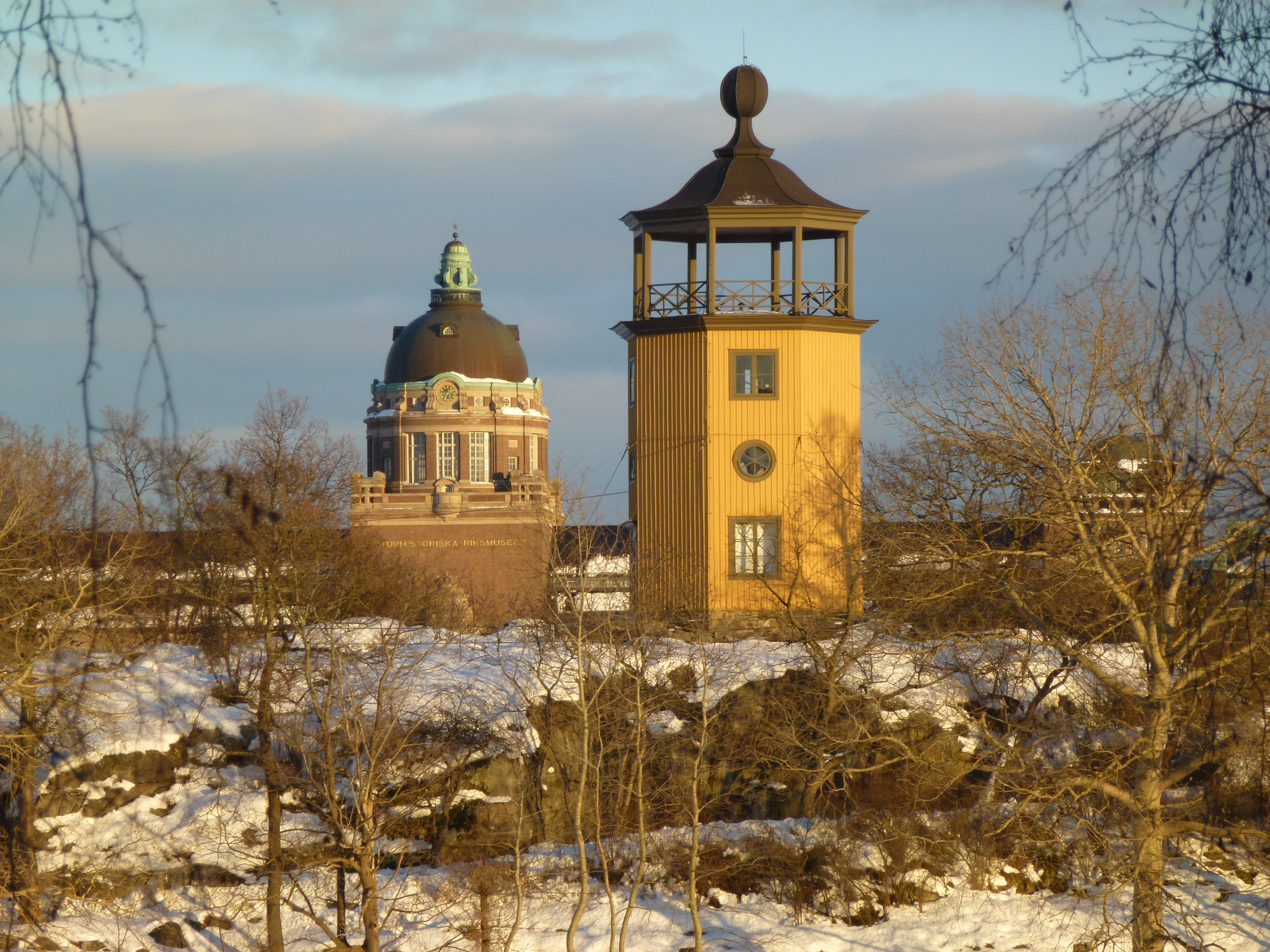
Wittrocks torn med Naturhistoriska riksmuseet i bakgrunden, december 2012.

Wittrocks torn är en byggnad vid Brunnsvikens östra strand på Norra Djurgården i Stockholm. Tornet är en av byggnaderna inom Bergianska trädgården. Byggnaden är blåmärkt av Stadsmuseet i Stockholm vilket innebär att den representerar "synnerligen höga kulturhistoriska värden".

## Historik

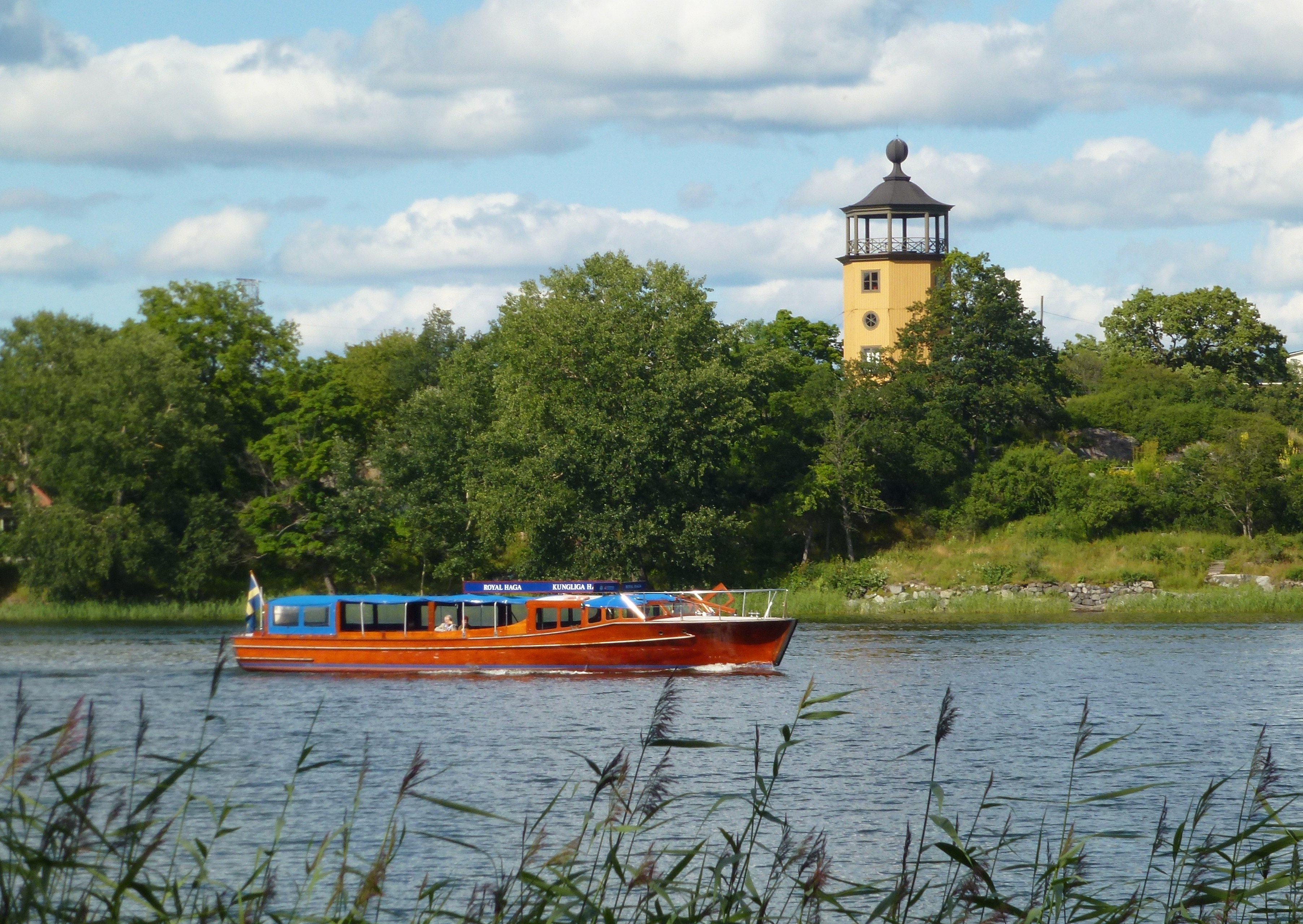
Tornet på sommaren 2012.

Tornet uppfördes år 1908 efter ritningar av arkitekt Oskar Lindberg. Uppdragsgivare var den svenske botanikern Veit Wittrock och efter honom kallas byggnaden "Wittrocks torn". Tornet skulle användas som utsiktstorn och som arbetsplats för Wittrock samt bli ett museum för hans samling som bestod av fröer och kottar. Samlingen finns fortfarande kvar i tornet. 
Tornet står på en liten bergknalle och är uppfört i trä med tre våningar och en utsiktsplattform högst upp. Några stålvajrar hållet tornet på plats även i blåst. Byggnaden renoverades år 1916 av arkitekt Ragnar Hjorth, då fick utsiktsplattformen ett tak som kröns av ett klot. På de ursprungliga ritningarna hade klotet formen av en kotte. Fasadernas färgsättning (varmgult och mörkt grågrönt) är den ursprungliga och har renoverats några gånger.
Tornet används sedan början av 1990-talet som konstnärsateljé. Vid några tillfällen varje år görs kulturhistoriska vandringar i trädgården och då finns det möjlighet att komma upp i tornet. Strax söder om tornet ligger Gustavsborg som byggdes som sommarnöje åt kammarjunkare Rutger August Wachtmeister vid 1800-talets mitt.